# Nakit (novela)
Nakit (v izvirniku francosko La Parure) je novela francoskega pisatelja Guya de Maupassanta. Napisana je bila leta 1884 in bila kasneje uvrščena v zbirko novel Povesti dneva in noči. Novela Nakit sodi v t. i. avtorjev »pariški ciklus«, saj pripoveduje o življenju pariških malomeščanov, ki hrepenijo po boljšem življenju.

## Povzetek vsebine
Matilda Loisel je bila mlada žena uradnika, ki si je najbolj na svetu želela udobnega, razkošnega življenja in družbenega ugleda. Mož je videl njeno nezadovoljstvo, zato jo je poskušal razvedriti in ji tako nekega dne prinesel povabilo na imenitno večerno prireditev pri ministru. Požrtvovalno se je odpovedal celo novi puški in ves denar podaril ženi, da si je ta lahko privoščila dražestno večerno obleko. A Matilde lepa obleka ni zadovoljila, zato si je od bogate prijateljice gospe Forestier sposodila dragoceno diamantno ogrlico. Tako nalepotičena se je z možem odpravila na ples. Bila je v centru pozornosti, po plesišču se je vrtela s samim ministrom in uživala vsesplošno občudovanje. Zdi se, da je bil bleščeč ples najpomembnejši dogodek njenega življenja. Ko se je prireditev zaključila, je gospa Loisel hitro zbežala domov, saj ni želela, da bi jo videli v revnem plašču. Ko se je pogledala v ogledalo, pa je pretresena opazila, da je diamantna ogrlica izginila. Z možem sta preiskala vse možne kotičke, kjer bi se ogrlica lahko izgubila, a nista je našla. Ni jima preostalo drugega, kot da sta si izposodila celo bogastvo denarja in kupila zelo podobno, skoraj identično diamantno ogrlico, ki jo je Matilda nato vrnila svoji prijateljici. Za zakonca Loisel so se začeli težki časi - ker sta morala izposojen denar vračati raznim oderuhom, sta obubožala in pristala na socialnem dnu. Po desetih letih, ko sta dolg odplačala, je gospa Loisel srečala staro prijateljico Forestier in ji povedala, kaj se je zgodilo. Ponosna je razložila, kako sta z možem kupila novo diamantno ogrlico in jo s trdim delom tudi odplačala. Gospa Forestier jo je zaprepadena poslušala, nato pa vzela prijateljičine roke v svoje in rekla: »Za božjo voljo, Matilda! Moja ogrlica vendar ni bila pristna! Vredna je bila kvečjemu petsto frankov.«

## Osebe

### Matilda Loisel
Matilda Loisel je glavna oseba novele Nakit in pripada nižjemu srednjemu sloju. Zanimiv je razvoj glavne oseb od začetka do konca novele. Na začetku je Matilda predstavljena kot nežno, mlado in očarljivo dekle, ki si bolj kot vse na svetu želi bogataškega življenje in družbenega ugleda, na koncu pa je starikava, groba, resna in žilava ženska, ki za svoj zunanji videz nima več časa skrbeti.

## Novelistična zgradba
Novela Nakit sledi temeljnim značilnostim novelistične zgradbe – zgoščena zgodba, manjše število oseb, dramatično dogajanje s hitrim zapletom in presenetljivim razpletom, predmet kot vodilni motiv, sintetično kompozicijsko načelo, stvarna motivika.
Zgledno upošteva tudi t. i. sokoljo teorijo nemškega pisatelja in teoretika Paula von Heysa, ki je opozoril, da se mora v noveli kot vodilni motiv pojaviti določen predmet.

## Ideja
Pripovedovalec kot vzrok za Matildino trpljenje ne vidi samo v naključju, tj. v izgubi nakita, ampak tudi v mladostnem hrepenenju po blišču višjih slojev. V noveli imamo torej opravka s kaznovano in tudi ozdravljeno nečimrnostjo.